# Maria-Hilf-Kirche (Krumbach)

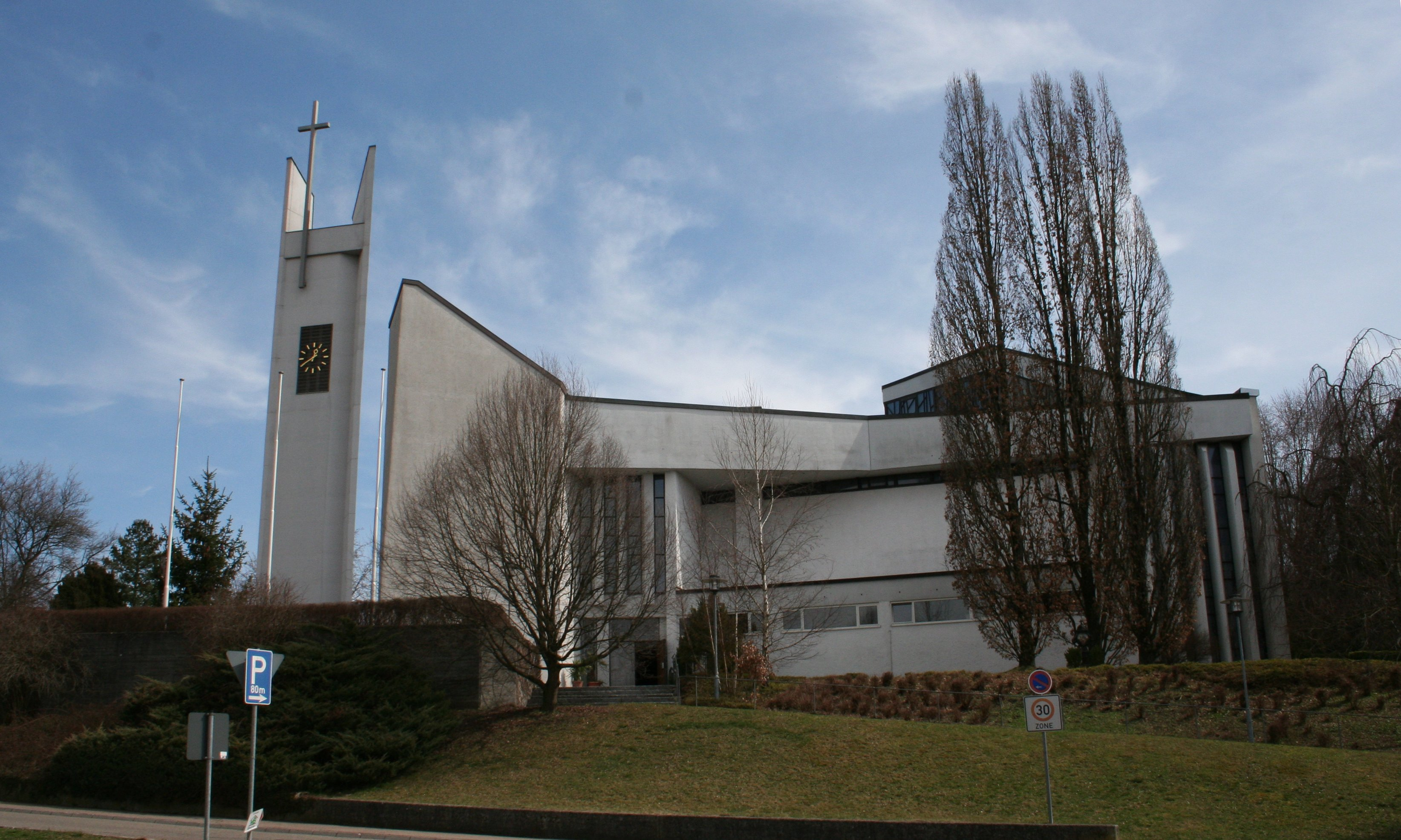
Maria-Hilf-Kirche in Krumbach

Die Maria-Hilf-Kirche, offiziell St. Maria, Helferin der Christen, ist eine katholische Pfarrkirche in Hürben, dem östlichen Teil von Krumbach (Schwaben). Sie wurde in den Jahren 1966 bis 1968 erbaut und ist die größte nach dem Zweiten Weltkrieg erbaute Kirche in Süddeutschland. Dass eine so große Kirche gebaut wurde, hängt damit zusammen, dass sich die Einwohnerzahl von Krumbach nach dem Krieg durch den Zuzug von Heimatvertriebenen ungefähr verdoppelte und in den folgenden Jahren noch weiter wuchs. Geplant wurde der Bau von den Ulmer Architekten Manfred Wacker und Erich Niederbacher.

## Beschreibung

### Außen
Von außen  gesehen fällt der Kirchenbau durch seine unregelmäßige Form auf. Der 42 m hohe frei stehende Glockenturm prägt zusammen mit dem aus der St.-Michaels-Kirche und dem Lichtensteinschloss gebildeten Ensemble in der Stadtmitte das Ortsbild von Krumbach. Dominant an dem hohen, eher schmalen Turm ist das Turmkreuz.

### Innenraum
Der Innenraum der Maria-Hilf-Kirche wird durch das Spiel der verschiedenen Lichtverhältnisse interessant. Der nördliche Teil des Kirchenraumes unter der großen Empore, in den man kommt, wenn man die Kirche betritt, ist relativ dunkel. In diesem Bereich steht eine große Marienfigur.
Der Altarraum dagegen ist durch den Lichteinfall von oben und von der westlichen Seite hell. Der Altarraum wird durch den Tabernakel und vor allem das Fresko an der Südwand geprägt. Vor diesem steht ein Kreuz von Menschengröße ohne Christuskörper. Auf dem Wandgemälde ist in Verbindung mit dem Kreuz die Heiligste Dreifaltigkeit dargestellt. Der Heilige Geist, symbolisiert durch eine Taube, schwebt über allem. Das Auge Gottes, in der Mitte des Bildes, schaut auf das Kreuz und in den Kirchenraum.
Der schmale, aber sehr hohe Tabernakel an der Südwand des Gebäudes weist ähnlich den in die Höhe strebenden Formen gotischer Kirchen zum Himmel. Rechts des Tabernakels steht auf einem tischgroßen Podest eine Muttergottes mit Kind, die Patronin der Kirche. Zur Weihnachtszeit wird auf diesem Podest die Weihnachtskrippe aufgebaut. Der Ambo und der Altar sind entsprechend der Größe des Kirchenraumes relativ groß, aber schlicht gehalten.
Die Orgel wurde 1974 von Maximilian Offner erbaut. Sie umfasst 36 Register auf drei Manualen und Pedal.
An der nordwestlichen Ecke der Kirche befindet sich die Taufkapelle der Kirche.

### Geschichte des Platzes, auf dem heute die Kirche steht
Auf dem Gelände, auf dem heute die Maria-Hilf-Kirche, das Pfarrheim und der Kindergarten steht, war von 1939 bis 1945 ein Reichsarbeitsdienstlager des „weiblichen Arbeitsdienstes“. Nach dem Zweiten Weltkrieg, bis zum Beginn des Baus der Kirche, wurde das Lager als Auffang- und Durchgangsstation für Heimatvertriebene genutzt.